# Сантьяго Перес Маносальва
Сантьяго Перес Маносальва або де Маносальбас (ісп. Santiago Pérez Manosalva; 23 березня 1830 — 5 серпня 1900) — колумбійський письменник, освітянин, журналіст, правник, дипломат і політик, президент Сполучених Штатів Колумбії від 1874 до 1876 року.

## Біографія
Народився 1830 року в Сіпакірі. Під час навчання в школі він та його брат Феліпе мали високі здібності, тому, коли школу відвідав тогочасний міністр освіти, Лоренсо Марія Льєрас, він вирішив перевести хлопців до столичного Вищого коледжу дель Росаріо, ректором якого був. Трохи згодом Льєрас заснував Коледж Святого Духа та взяв Сантьяго Переса туди. Там Перес здобув ступінь з права, втім надалі він ніколи не працював у цій царині.
Ще під час навчання в Коледжі Святого Духа Сантьяго почав викладати іспанську мову та літературу. Потім став журналістом й активно публікував статті в різних виданнях. 1852 року став секретарем географічної експедиції, що склала опис країни; пізніше Перес написав про ту подорож мемуари «Apuntes de un viajero por Antioquia y el sur de la Nueva Granada». 1857 року Сантьяго Перес разом з братом заснував навчальний заклад — Коледж братів Перес.
1863 року брав участь у Конвенції Ріонегро, де було ухвалено нову Конституцію, що переформувала країну на Сполучені Штати Колумбії. Мануель Мурільйо Торо, який 1864 року виграв перші президентські вибори в новоствореній країні, призначив Переса міністром зовнішніх відносин. 1867 року Сантьяго Перес брав участь у поваленні диктатури Москери. В 1868—1873 роках працював послом у США.
Ухвалена 1863 року Конституція Сполучених Штатів Америки ліквідувала в країні пост віцепрезидента й запровадила пости «Designado Presidencial» — першого (Primer), другого (Segundo) та третього (Tercer); особи, які обіймали ті посади, мали виконувати обов'язки президента (в зазначеному порядку) в разі його відсутності (а також неможливості виконання президентських обов'язків попереднім Designado Presidencial). 1869 року Сантьяго Переса було обрано Конгресом на посаду одного з Designado Presidencial, й у такій якості від 22 до 30 червня того ж року він заміняв президента Сантоса Гутьєрреса Прієто.
1874 року Сантьяго Перес здобув перемогу на чергових президентських виборах. За його каденції почалось будівництво Північної залізниці.
Після виходу у відставку, вже за президентства Рафаеля Нуньєса, на знак протесту проти політики останнього виїхав у 1885 — 1891 роках у добровільну еміграцію. 1892 року очолив Ліберальну партію.
Помер у Парижі 1900 року.